# Щит-Немирович, Юстиниан (1740—1824)
Юстиниан Немирович-Щит (Юстиниан Щит-Немирович, Юстиниан Щит) (6 февраля 1740 — 7 марта 1824) — государственный деятель Великого княжества Литовского, писарь скарбовый литовский, консуляр Постоянного совета, депутат сейма, староста марковский.

## Биография
Представитель литовского дворянского рода Щитов-Немировичей герба «Ястржембец». Единственный сын каштеляна инфлянтского Яна Юстиниана Щита-Немировича (1705—1767) от второго брака с Барбарой Хоминской (ум. 1775), вдовой старосты марковского Казимира Коцелла.
Получил образование в Collegium Nobilium в Вильно. Около 1759—1761 года он стал старостой марковским, в 1766 году уступил эту должность своему сводному брату Тадеушу Коцеллу (1736—1799) и его жене Анне Тышкевич.
В 1764 году Юстиниан Щит-Немирович в качестве депутата (посла) от Полоцкого воеводства подписал элекцию Станислава Августа Понятовского. В 1767 году он был избран первым послом от Полоцкого воеводства на чрезвычайный сейм в Варшаве.
После Первого раздела Речи Посполитой большая часть владений Юстиниана Щита-Немировича оказалась на территории Российской империи, но он по-прежнему активно участвовал в политической жизни Речи Посполитой. В Полоцке он был избран делегатом от присоединённой территории и ездил в Санкт-Петербург, где вёл переговоры о поддержке с братьями Иваном и Григорием Орловыми.
Во время Разделительного сейма Юстиниан Щит-Немирович был назначен в состав пяти комиссий Постоянного совета. 23 августа 1776 года в качестве консуляра Постоянного совета он подписал акт парламентской конфедерации. В том же 1776 году он был вновь избран в состав Постоянного совета, в котором выступал за увеличение вооружённых сил, реформирование казначейства и повышение качества образования.
В 1777 году Юстиниан Щит вступил в должность писаря скарбового литовского, в 1788 году он передал эту должность своему родственнику Станиславу Августу Горскому. В 1780 году он вместе с Юзефом Понятовским (племянником короля Станислава Августа) сопровождал российскую императрицу Екатерину II во время её поездки в Полоцк.
В 1792 году вместе со своим сыном Юзефом он путешествовал по Речи Посполитой и Галиции. В течение трёх месяцев пребывания в Варшаве он добился получения для своего сына должности камергера короля Станислава Августа. Это путешествие вместе с описанием многочисленных встреч с ведущими деятелями эпохи, в том числе при дворах короля Станислава Августа и Радзивиллов в Неборуве описал в своих мемуарах его сын Юзеф Щит-Немирович.
Второй раздел Речи Посполитой в 1792 году стал большим ударом для Юстиниана Щита-Немировича. Он ушёл из общественной жизни, посвятив себя литературе и музыке. Он вернулся к общественной жизни после вступления на престол императора Павла I Петровича по просьбе полоцкого дворянства в условиях конфликта, связанного с созданием в 1796 году Белорусской губернии со столицей в Витебске. Затем он был единогласно избран 800 гражданами двух бывших наместничеств (Полоцкого и Могилёвского) председателем главного суда и департамента Белорусской губернии.

## Собственность и благотворительность
Он владел значительными поместьями в Полоцком воеводстве. В 1761 году его отец, каштелян инфлянтский Ян Щит-Немирович, передал ему во владение крупную часть своих владений, в том числе Добрамысль, Таболки, Шипов, Валы (Козаржево) и переименованную им в честь своего сына Юстиниана — Юстияново (бывшие Ужмяны). В состав его владений были включены, в частности, Осиновка, Казулин, Поддубье (переименованную им в честь своего сына Феликса в Щеснополь), Соколище, Урода и Бяле.
Юстиниан Щит-Немирович долгое время проживал в Варшаве, а с 1783 года в Вильно. В первой половине 1780-х годов он обосновался в Юстиянове, где построил одноэтажный дворец с хозяйственными постройками и парком, разработанным итальянским архитектором Карло Скампаньего. Он также обустроил свои летние резиденции в Таболках и Добрамысле.
При нем в Юстиянове проживало около 200 жителей, в том числе поэт Ян Оношко (ок. 1775—1827). Он пользовался всеобщим уважением, ему часто поручали вести переговоры и попечительства. В Постоянном совете призывал к финансированию учёбы бедных людей, сам помогал 12 ученикам в школах Белостока.

## Семья
Юстиниан Щит-Немирович был дважды женат. Его первой супругой была Барбара Лопатинская (1746—1773), дочь писаря великого литовского Николая Тадеуша Лопатинского и Барбары Копец (дочери писаря великого литовского Михаила Антония Копца). Дети от первого брака:
- Феликс (1764—1793), камергер королевский
- Барбара (1763—1824), жена Юзефа Рудомина-Дусяцкого
- Анна, муж — Станислав Горский
- Юзефа, жена князя Каетана Свирского
- Текла (род. 1770), умерла в юности

В 1775 году он вторично женился на Казимире Войно-Ясенской (ум. 1783), дочери обозного полоцкого Юзефа Войно-Ясенского и Людвики Сулистровской. Дети от второго брака:
- Юзеф (1777—1848), камергер польского и российского дворов. Женат на Франциске Гребницкой-Докторович
- Тадеуш (1778—1840), маршалок полоцкого повета. Женат на дочери Эвелине (ум. 1821), дочери первого вице-губернатора Курляндии Юзефа Гурко-Румейко
- Ян (ум. 1851), женат на Анне Бобровской
- Дорота (ум. 1813), жена Николая Сестржанка-Карницкого.

Юстиниан Щит-Немирович скончался 7 марта 1824 года, он был похоронен рядом с родителями и старшим сыном Феликсом и его женой в доминиканском костёле в Волынцах.